# Hunters and Prey
Hunters and Prey – piąty minialbum brazylijskiej grupy power metalowej Angra.

## Lista utworów
1. Live and Learn (Loureiro, Bittencourt) - 4:12
2. Bleeding Heart (Falaschi, Bittencourt) - 4:04
3. Hunters and Prey (Loureiro, Bittencourt, Falaschi, Priester) - 6:29
4. Eyes of Christ (Loureiro, Bittencourt) - 4:16
5. Rebirth (wersja akustyczna) (Loureiro, Bittencourt) - 3:35
6. Heroes of Sand (wersja akustyczna) (Falaschi, Bittencourt) - 3:50
7. Mama (cover Genesis) (Banks, Collins, Rutherford) - 5:20
8. Caça e Caçador (Loureiro, Bittencourt, Falaschi, Priester) - 6:28

## Twórcy
- Eduardo Falaschi – śpiew
- Kiko Loureiro – gitara
- Rafael Bittencourt – gitara
- Felipe Andreoli – gitara basowa
- Aquiles Priester – perkusja